# Wright Cityranger
Wright Cityranger是英国萊特巴士公司为Mercedes-Benz O 405底盘生产的一款单层巴士车身。
Wright Cityranger的外观与同为英国车身厂商的Optare同是用O 405底盘生产的Optare Prisma极为相似，都是使用德国奔驰原厂O 405的标准前脸，在车身上两者较明显的区别是Cityranger的驾驶室侧窗与后部车窗不在同一窗线上，而Prisma则是车窗均保持在一条窗线上，两款车也互为竞争对手。

## 使用者
- First Manchester等。